# Uberaba
Uberaba là một đô thị thuộc bang Minas Gerais, Brasil. Đô thị này có diện tích 4512,135 km², dân số năm 2020 là 337.092 người, mật độ 71.9 người/km².